# Lounge (aviação)

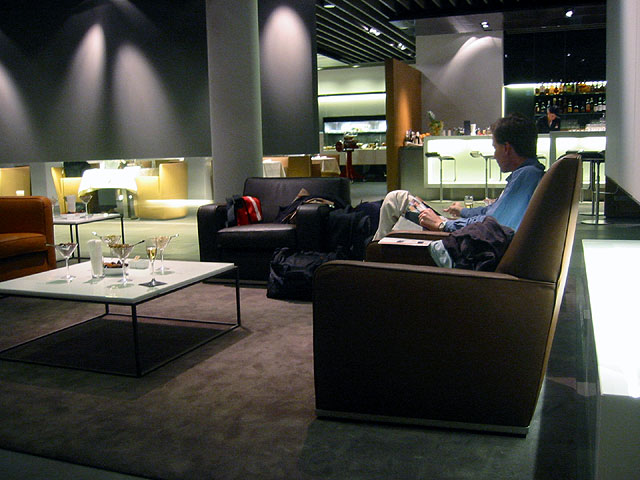
Lounge da Lufthansa no Aeroporto Internacional de Frankfurt

Lounge de aeroporto é uma sala especial localizada em aeroportos, destinada a proporcionar um espaço confortável e privado para passageiros enquanto aguardam o embarque de seus voos. Esses lounges podem ser operados por companhias aéreas específicas ou por empresas independentes que atendem a múltiplas companhias aéreas.

## História
Os primeiros lounges de aeroporto surgiram na década de 1930, com o objetivo de oferecer um ambiente exclusivo para passageiros de primeira classe. Com o tempo, esses espaços evoluíram para atender também passageiros de classe executiva e membros de programas de fidelidade, ampliando os serviços oferecidos e tornando-se uma parte integral da experiência de viagem aérea.

## Acesso
O acesso aos lounges geralmente é concedido a:
- Passageiros viajando em primeira classe ou classe executiva.
- Membros de programas de fidelidade de companhias aéreas em níveis superiores.
- Portadores de cartões de crédito premium que oferecem esse benefício.
- Passageiros que optam por pagar uma taxa para utilizar o lounge.

## Serviços oferecidos
Os lounges de aeroporto oferecem uma variedade de serviços para tornar a espera mais agradável e produtiva, incluindo:
- Conexão à internet de alta velocidade.
- Instalações para trabalho, como estações de trabalho e salas de reunião.
- Bebidas e refeições, que podem variar de lanches leves a refeições completas.
- Áreas de descanso com assentos confortáveis.
- Banheiros privativos e, em alguns casos, chuveiros.
- Entretenimento, como televisores, jornais e revistas.
- Serviços adicionais, como spas, áreas de jogos e até mesmo simuladores de golfe, dependendo do lounge.

Por exemplo, o lounge da Turkish Airlines no Aeroporto de Istambul oferece estações de comida ao vivo, uma variedade de pratos turcos tradicionais, áreas de descanso temáticas e outras comodidades de luxo.

## Regulamentação
No Brasil, a Agência Nacional de Aviação Civil (ANAC) é responsável por regular e fiscalizar a infraestrutura aeroportuária, incluindo os lounges. De acordo com a Lei nº 11.182, de 27 de setembro de 2005, compete à ANAC regular e fiscalizar a infraestrutura aeronáutica e aeroportuária, exceto as atividades relacionadas ao controle do espaço aéreo e à investigação de acidentes aeronáuticos.

## Exemplos notáveis
Alguns lounges de destaque ao redor do mundo incluem:
- Lounge da Lufthansa no Aeroporto de Frankfurt: Conhecido por suas instalações luxuosas e serviços de alta qualidade.
- SilverKris Lounge da Singapore Airlines no Aeroporto de Perth: Oferece um design sofisticado e uma variedade de opções gastronômicas.[3]
- Capital One Lounge no Aeroporto Nacional Ronald Reagan: Desenvolvido em parceria com o chef José Andrés, oferece uma experiência culinária elevada.[4]

## Importância para os passageiros
Os lounges de aeroporto proporcionam um ambiente tranquilo e confortável, permitindo que os passageiros relaxem ou trabalhem antes de seus voos. Isso é especialmente valioso em casos de longas esperas ou conexões, melhorando significativamente a experiência de viagem.